# Jan Kraek

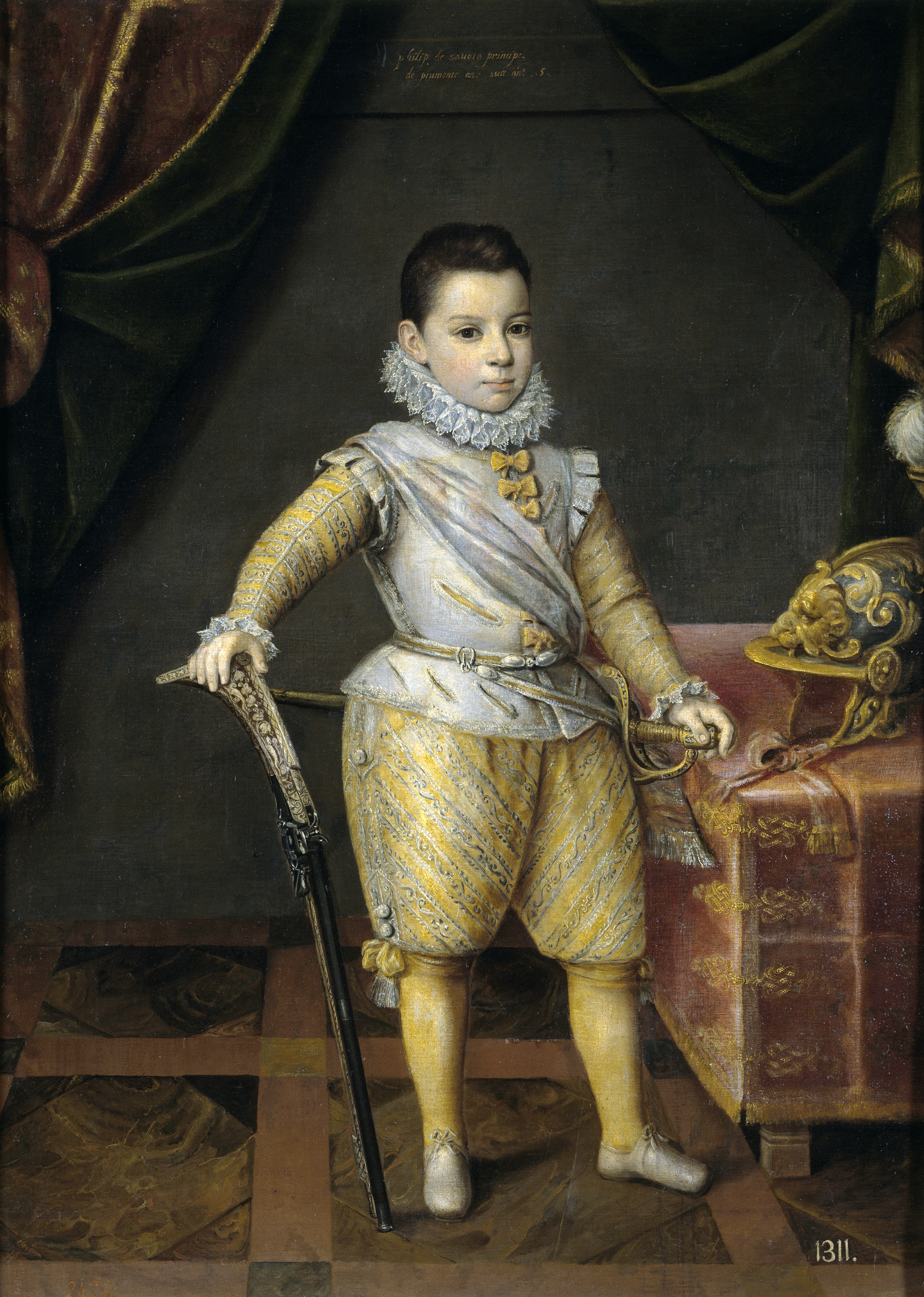
Felipe Manuel de Saboya a los cinco años, 1591, óleo sobre lienzo, 128 x 91 cm, Madrid, Museo del Prado.

Jan Kraek o Kraeck, italianizado Giovanni Caracca (Haarlem, c. 1540-Turín, 1607), fue un pintor holandés activo en el Ducado de Saboya como pintor de la corte de los duques.

## Biografía
El 1 de enero de 1568 aparece citado como pintor de la corte de Manuel Filiberto de Saboya, establecido posiblemente en Chambéry cuya ciudadanía se le reconoce en 1577. En 1580, a la muerte de Manuel Filiberto, continuó al servicio de su sucesor, Carlos Manuel I, trasladándose con la corte a Turín hacia ese mismo año.
Visitó España en dos ocasiones, la primera en 1585, acompañando al duque Carlos Manuel con motivo de su matrimonio con la hija de Felipe II, Catalina Micaela, enlace celebrado en Zaragoza. La segunda en 1591, posiblemente acompañando al duque, que en abril visitó a Felipe II para pedirle ayuda en su lucha contra los franceses, pues en carta dirigida a Catalina Micaela, fechada el 28 de abril de 1591, Felipe II acusaba recibo de los «retratos de todos mis nietos y de su madre», de los que únicamente se conserva el del primogénito, el pequeño Felipe Manuel de Saboya príncipe de Piamonte a los cinco años de edad (Museo del Prado). Durante su estancia en Madrid retrató probablemente al rey y confeccionó un álbum de retratos a lápiz que desapareció en 1904, al incendiarse la Biblioteca Nacional de Turín donde se guardaba.
Además de retratista de la corte ducal pintó cuadros para las iglesias de Turín (Presentación de Jesús en el templo, Palacio Madama de Turín, en su origen destinado a la iglesia de Santo Domingo), e intervino en la decoración de la Galería Grande del duque, destruida por un incendio en 1659. 